# Тарнувка (Куявсько-Поморське воєводство)
Тарнувка (пол. Tarnówka) — село в Польщі, у гміні Радзеюв Радзейовського повіту Куявсько-Поморського воєводства.
Населення — 104 особи (2011).
У 1975-1998 роках село належало до Влоцлавського воєводства.

## Демографія
Демографічна структура станом на 31 березня 2011 року:
|          | Загалом | Допрацездатний вік | Працездатний вік | Постпрацездатний вік |
| -------- | ------- | ------------------ | ---------------- | -------------------- |
| Чоловіки | 52      | 10                 | 40               | 2                    |
| Жінки    | 52      | 7                  | 32               | 13                   |
| Разом    | 104     | 17                 | 72               | 15                   |